# Arcen en Velden
Arcen en Velden  è un ex-comune olandese situato nella provincia del Limburgo, nel comune di Venlo.

## Geografia antropica

### Frazioni
- Velden 5 296 abitanti
- Arcen 2 596 abitanti
- Lomm 1 007 abitanti